# Jean de Montigny
Pour les articles homonymes, voir Montigny.
Jean de Montigny, né en 1637 à Rennes et mort le 28 septembre 1671 à Vitré, est un homme d'Église et poète français qui est évêque de Léon en 1671.

## Biographie
Prêtre du diocèse de Vannes, il est aumônier de la reine Marie-Thérèse en 1659, chanoine de Vannes en 1666, prieur de Saint-Tutuarn.
Il est l'auteur de quelques poèmes, dont une pièce intitulée Le palais des plaisirs, ainsi que d'une Lettre à Éraste pour response à son libelle contre la Pucelle, parue en 1656, dans laquelle il prend la défense de La Pucelle de Jean Chapelain. Jean de Montigny prononce l'oraison funèbre d'Anne d'Autriche en 1666 et devient le confesseur de sa nièce, la reine Marie-Thérèse. Il est élu membre de l'Académie française en janvier 1670. L'année suivante le 24 aout 1671, il est nommé évêque de Léon mais, ainsi que le relate Madame de Sévigné, alors qu'il se rend à son diocèse, il est pris d'un transport au cerveau et meurt à Vitré. « Ce pauvre petit Évêque avoit trente-cinq ans, il étoit établi, il avoit un des plus beaux esprits du monde pour les sciences, c'est ce qui l'a tué, il s'est épuisé. »
D'Olivet a dit de lui : « Pour le peu qui nous reste de M. de Montigny, on voit que la Philosophie ne lui avoit pas ôté le goût de la Poësie et de l'Éloquence. Sa prose est correcte, élégante, nombreuse ; sa versification coulante, noble, pleine d'images. Quelques années de plus, où n'alloit-il pas ? Mais mourir à trente-cinq ans, c'est pour un homme de Lettres, mourir au berceau. »

## Source
- (en) catholic-hierarchy.org Bishop: Jean de Montigny